# Pachydissus regius
Pachydissus regius là một loài bọ cánh cứng trong họ Cerambycidae.